# Kepler-66
Kepler-66 — звезда, которая находится в созвездии Лебедь на расстоянии около 3610 световых лет от нас. Она принадлежит рассеянному скоплению NGC 6811. Вокруг звезды обращается, как минимум, одна планета.

## Характеристики
Kepler-66 представляет собой звезду 15 видимой звёздной величины; впервые упоминается в каталоге 2MASS, изданном в 2003 году под наименованием 2MASS J19355557+4641158. В данный момент распространено наименование «Kepler-66», данное командой астрономов из проекта «Кеплер». По своим параметрам звезда похожа на наше Солнце. Она относится к тому же классу жёлтых карликов, что и наше дневное светило. Её масса и радиус почти идентичны солнечным. Однако по возрасту Kepler-66 значительно моложе Солнца: астрономы оценивают его в 1 миллиард лет. Температура поверхности звезды составляет около 5962 кельвинов.
Kepler-66 входит в рассеянное скопление NGC 6811 — семейство из приблизительно одной тысячи звёзд с похожими физическими характеристиками, сгруппированных общей гравитацией в одну структуру. NGC 6811 также ещё называют «Дырой в скоплении» (англ. The Hole in the Cluster) из-за тёмной области в его центре.

## Планетная система
В 2013 году было объявлено об открытии планеты Kepler-66 b в системе. Группа астрономов проанализировала кривые блеска 377 звёзд в скоплении NGC 6811, и обнаружила присутствие двух планет в системах Kepler-66 и Kepler-67. Kepler-66 b по размерам превосходит Землю в 2,8 раза и имеет массу, равную 31 % массы Юпитера. Она обращается очень близко к родительской звезде — на расстоянии 0,13 а. е. Открытие было совершено транзитным методом.